# گوئادوتا
گوئادوتا (به لاتین: Gudauta) یک منطقهٔ مسکونی در گرجستان است که در آبخاز واقع شده‌است. گوئادوتا ۸٬۵۱۴ نفر جمعیت دارد.

## خواهرخوانده
شهر کینشما خواهرخواندهٔ گوئادوتا هست.